# Astèrix als Jocs Olímpics
Astèrix als Jocs Olímpics (títol original en francès: Astérix aux Jeux Olympiques) és el dotzè àlbum de la sèrie Astèrix el gal de René Goscinny (guió) i Albert Uderzo (dibuix), publicat en francès el 1968 (coincidint amb la celebració dels Jocs Olímpics de Mèxic'68. El tiratge original va ser 1.200.000 exemplars.
El 2008 s'ha realitzat una adaptació al cinema amb actors reals, amb un pressupost de 78 milions d'euros.

## Sinopsi
Astèrix i Obèlix van a Olímpia, amb tots els homes del poblet gal, per participar en els Jocs Olímpics. Desgraciadament, quan arriben se n'assabenten de la prohibició de per servir productes dopants, i la poció màgica és considerada com a tal. Astèrix no tindrà més elecció que representar a la Gàl·lia sol i sense poció màgica.
Comencen els Jocs Olímpics i els grecs guanyen totes les proves. Però els organitzadors decideixen deixar l'última prova als romans en solitari (Astèrix inclòs). Per guanyar aquesta última prova, Astèrix i Panoramix desenvolupen el següent pla: parlen deliberadament davant dels romans sobre la preparació d'una olla de poció màgica, mentre indiquen el lloc on es troba. Quan arriba la nit, els romans ceden naturalment a la temptació i roben la poció. L'endemà, en el moment de les proves, tots els romans, excepte Astèrix, guanyen la cursa corrent. Però Panoramix protesta assenyalant que van beure la poció màgica i ho demostra amb el fet que tenen la llengua blava per un colorant que va abocar a l'olla. Quedant així els romans desqualificats per dopatge, Astèrix guanya la cursa per defecte i és coronat campió olímpic.

## Comentaris
- Si bé la història diu que els únics estrangers participants en els jocs olímpics antics eren els romans, és desconegut què va passar des que els romans van adquirir el control total de Grècia.
- En aquest episodi, el vell Xarúquix és citat pel seu nom i adquireix un paper principal entre els actors secundaris de les aventures d'Astèrix. Se cita la seva edat: 93 anys.[4]
- Un dels altres secundaris d'Astèrix també ja adquireix la seva versió definitiva: el ferrer Esautomàtix. Si bé ja havia estat citat pel nom en diverses ocasions (la primera vegada va ser ja en el primer àlbum), la seva aparença era totalment diferent. A partir d'aquest àlbum ja esdevé un altre dels personatges secundaris clàssics de les aventures d'Astèrix.[5]
- Els noms dels personatges grecs tenen un nom acabat en -as o en -os.
- El nom d'Invinoveritas, hostaler a Atenes, prové de l'expressió llatina In vino veritas (En vi, veritat).[6]
- Les escenes on es prohibeix l'ús de la poció màgica durant els Jocs Olímpics és una claríssima referència al problema del dopatge al món de l'esport.
- Quan Astèrix es registra per accedir a la vila olímpica, un baix relleu representa a Gosinny i Uderzo amb una transliteració dels seus noms en grec (ΓΟΣΚΙΝΝΙ, ΥΔΕΡΖΟ), i amb els títols "Dèspota" i "Tirà".
- Astèrix i Obèlix fan referència al perfil grec (contraposat als seus prominents nassos).
- Apareix un dels grans moments de xauvinisme del cap Copdegarròtix: abans de desembarcar al port del Pireu, i referint-se als grecs alliçona als seus dient que "Siguem discrets, i no ens riguem dels indígenes, encara que no tinguin el nostre passat gloriós ni la nostra cultura!" (p. 22).
- Els gals aprofiten la seva estada a Atenes per, com a bons turistes, visitar l'Acròpolis i el Partenó
- Astèrix, Obèlix i Xarúquix aprenen a ballar Syrtos (p. 27).
- A l'entrada al recinte olímpic, una dona protesta davant el fet que no pot entrar, dient que un dia hi haurà dones als jocs, i no només com a espectadores. Això es va complir des dels primers Jocs Olímpics moderns, i la participació femenina als jocs s'inicià als Jocs Olímpics d'Àmsterdam'28.
- Hi ha certs detalls que fan referència als moderns Jocs Olímpics, com la desfilada dels atletes, el podi olímpic, la vil·la olímpica i el jurament olímpic.
- A la desfilada (p. 38) trobem diversos detalls sobre la història i l'art grec:
  - La desfilada la comencen els atletes de Termòpiles (en francès, le défilé des Thermopyles; en referència al pas de les Termòpiles)
  - els atletes de Samotràcia venen segurs de la victòria (una picada d'ull a la Victòria alada de Samotràcia, avui al Museu del Louvre).
  - els atletes de Milo també arriben (una picada d'ull a la Venus de Milo, també al Museu del Louvre).
  - els atletes de Citerea acaben de desembarcar (en referència al desembarcament que hi tingué lloc durant la Guerra del Peloponès i al quadre d'Antoine Watteau L'embarquement pour Cythère)
  - els atletes de Macedònia arriben molt barrejats (en referència al popular plat).
  - els atletes de Marató arriben corrent (en referència a la cursa de la marató)
  - l'illa de Rodes només envia un únic participant, un colós (en referència al Colós de Rodes, una de les set meravelles del món antic.
- Per donar la sortida, l'àrbitre invoca el nom d'un dels fills del déu Hermes: Pan!
- Els Pirates apareixen a l'anada i a la tornada: a l'anada s'enfonsen ells mateixos el vaixell davant la perspectiva d'una galera plena de gals, mentre que a la tornada només veiem al vigia enfonsant-se (encara dins de la guaita), remugant "com sempre" amb fatalitat.
- Tot i estar atemorit pel sempre present martell d'Esautomàtix, el bard Assegurançatòrix participa en el banquet final.
- El comitè organitzador de la candidatura de París pels Jocs Olímpics d'Estiu de 1992 presentà un pòster on Astèrix sostenia una torxa olímpica sobre la Torre Eiffel, i es creà una breu història per promoure la candidatura.